# Steve Pinau
Steve Pinau (Le Mans, 11 de març del 1988) és un futbolista professional francès que juga per l'Aviron Bayonnais des del 2010.
Pinau, un jove internacional francès de les categories inferiors, va començar la seva carrera amb l'AS Monaco FC, jugant dos partits en la Ligue 1. Signà un contracte de cinc anys amb el Genoa CFC, però fou immediatament cedit a l'Hibernian. Pinau va fer el seu debut pels Hibs com una tardana substitució en un empat 1 a 1 front l'Inverness el 23 d'agost del 2008. El va deixar els Hibs al final del període de cessió, jugant només nou partits eixint des de la banqueta. El seu únic gol per l'Hibernian FC va ser marcat en una derrota per 4 a 3 contra el Greenock Morton a la Lliga de la Copa Escocesa.
L'AC Lugano va fitxar el davanter francès amb una cessió del Genoa CFC. per la temporada 09-10. Després de dos anys amb el Genoa CFC. i un mig any amb el Lugano, ell va ser cedit a l'AC Arles-Avignon.